# Jacques François de Chambray
Jacques François de Chambray (* 15. März 1687 in Évreux; † 8. April 1756 in Malta) war ein französischer Großkreuz-Ritter des Ritter- und Hospitalordens vom Heiligen Johannes zu Jerusalem, Vize-Admiral und Kommandeur der Galeeren des Ordens.

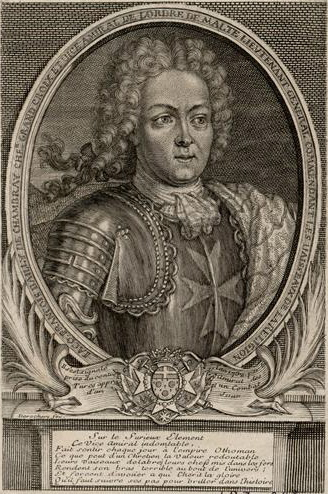
De Chambray, um 1725

## Leben
Er war der Sohn des Baron Nicolas de Chambray und dessen Ehefrau Anne Ledoux de Melleville. Im Alter von 13 Jahren kam er nach Malta, wurde in den Malteserorden aufgenommen und trat 1701 als Page in den Dienst des Großmeisters Ramon Perellos. Später stand er Ordenskommenden in Sainte-Vaubourg, Virecourt und in Metz vor.

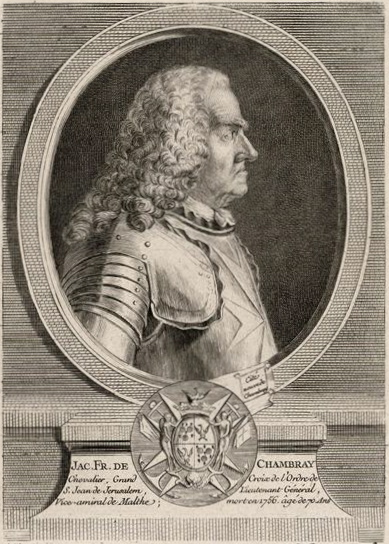
Jacques François de Chambray im Alter

Im Jahr 1723 erhielt Jacques François de Chambray das Kommando über das Linienschiff Saint-Vincent, das mit 52 Kanonen bestückt war und eine Besatzung von 300 Mann hatte. Auf seiner ersten Fahrt geriet er vor Pantelleria mit dem Flaggschiff des Vize-Admirals von Tripoli, das ihm mit 56 Geschützen und 400 Mann Besatzung überlegen war, ins Gefecht. Es gelang ihm, das gegnerische Schiff zu überwältigen und zu kapern, was den größten Seesieg der Melitensischen Flotte seit 1700 darstellte. Im Sommer 1732 war Jacques François de Chambray als Generalleutnant (französisch Lieutenant général des armes de la Religion en mer et commandant de l’escadre des Vaisseaux, deutsch: „Generalleutnant der Waffen der Religion zur See und Kommandeur des Schiffsgeschwaders“) des Malteserordens Befehlshaber im Seegefecht bei Damiette. Nach dem Sieg wurde er zum Großkreuz-Ritter des Ordens erhoben.
Er trat 1749 in den Ruhestand und war von 1749 bis 1750 Gouverneur von Gozo. Auf seine Kosten ließ er das Fort Chambray bei Mġarr auf Gozo errichten.
Beigesetzt wurde er in der Ordenskirche St. Johannes der Täufer in Valletta.